# Wygłodkowate

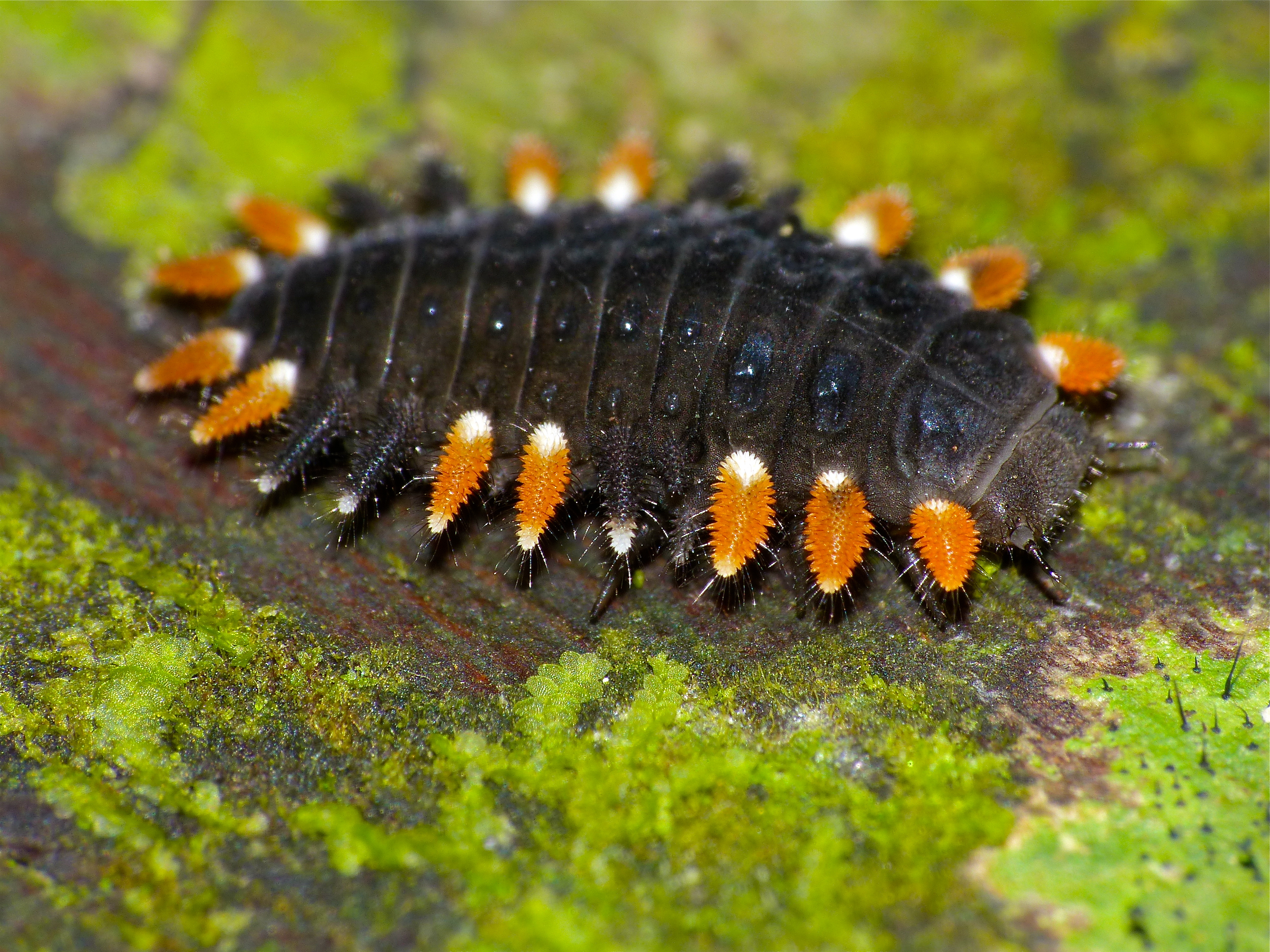
Larwa przedstawiciela rodziny

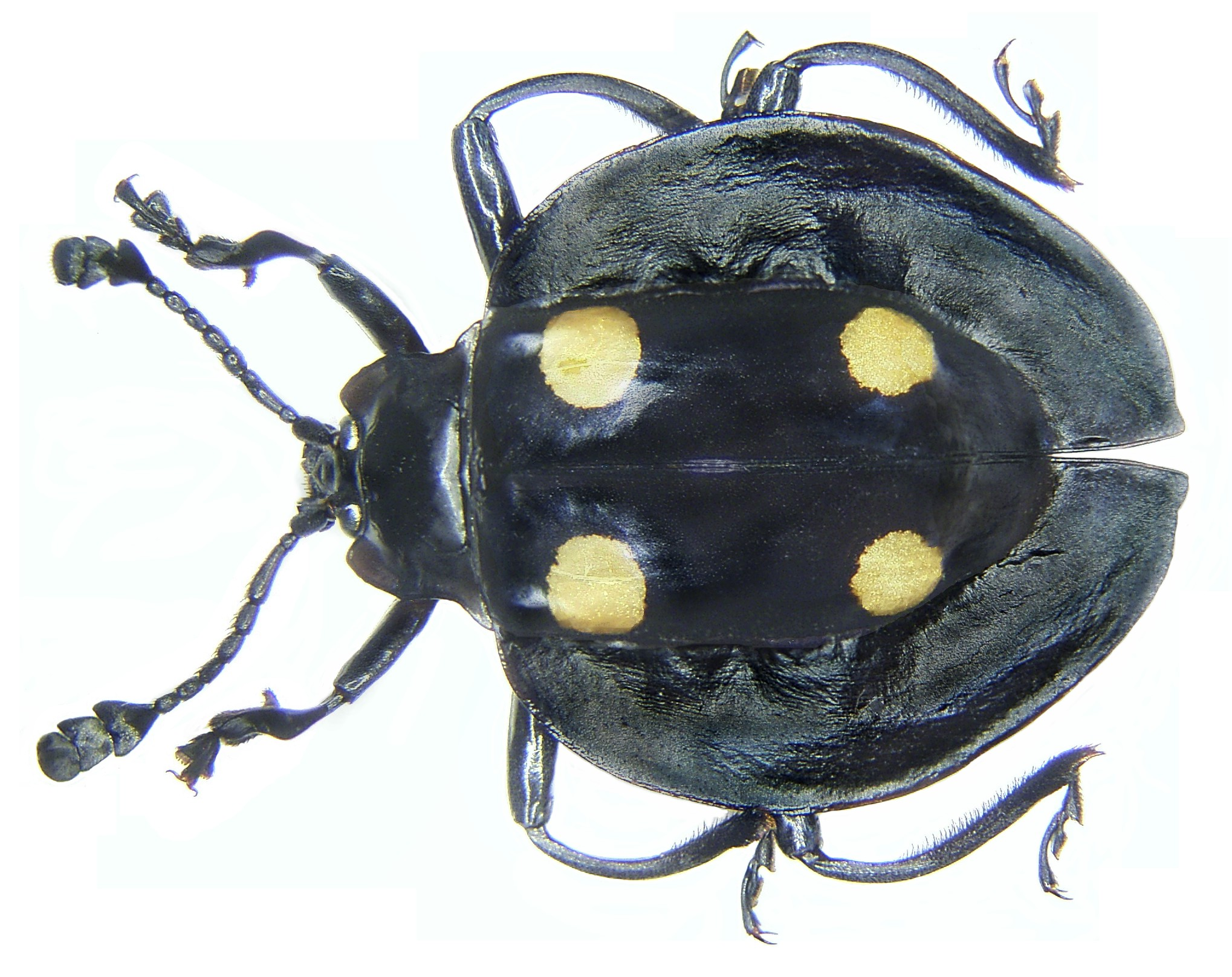
Prawdopodobnie Eumorphus marginatus

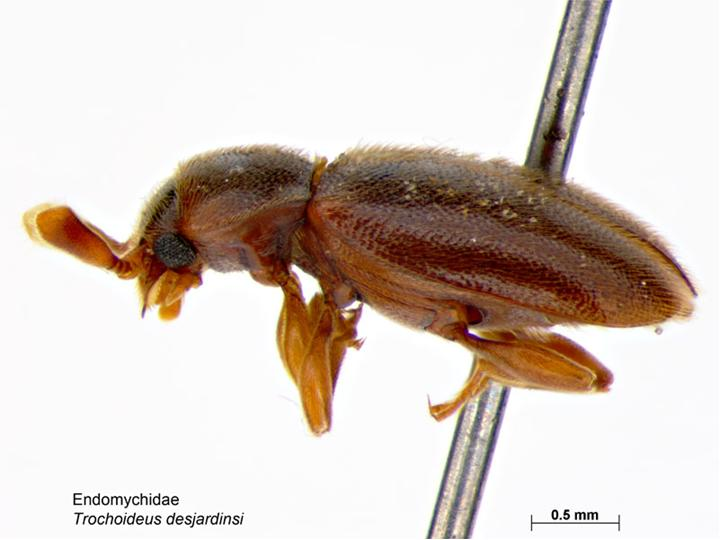
Trochoideus desjardinsi

Wygłodkowate (Endomychidae) – rodzina chrząszczy z podrzędu wielożernych, serii (infrarzędu) Cucujiformia i nadrodziny biedronek. Liczy ponad 1000 gatunków

## Taksonomia
Rodzina opisana została w 1815 roku przez Williama Elforda Leacha. Dawniej umieszczana była buławkoczułkich (Clavicornia). W 2015 przeniesiona została z Cucujoidea do nowej nadrodziny Coccinelloidea. Wydzielono z niej wówczas również Anamorphinae, Mycetaeinae i Eupsilobiinae w osobne rodziny, Stenotarsinae włączono do Endomychinae oraz wyróżniono Cyclotominae.

## Opis
Czułki stosunkowo długie, rzadko krótsze od długości głowy i przedplecza razem wziętych, zakończone zwykle trójczłonową buławką. Szew czołowonadustkowy wyraźny, prosty, tylko u niektórych Merophysiinae łukowaty wygięty. Szkielet wewnętrzny głowy ze zlanymi pośrodku ramionami przednimi tentorium i najczęściej obecnym corpotentorium. Na przedpleczu występują wgłębione linie, zwykle jako poprzeczna bruzdka. U Eumorphinae na przedniej jego krawędzi obecna jest błona strydulacyjna. Panewki biodrowe wszystkich par odnóży z tyłu otwarte. Środkowe odnóża o biodrach kulistych, a tylne wydłużonych i rozsuniętych szeroko. Uda bywają zgrubiałe. Stopy mogą mieć 3 lub 4 człony. Odwłok o 5 lub 6 widocznych sternitach i pięciu sprawnych parach przetchlinek. Na pierwszym jego widocznym sternicie brak linii zabiodrowych.

## Biologia i ekologia
Chrząszcze mikofagiczne, preferujące szczególnie delikatną grzybnię grzybów nadrzewnych, choć notowane też żerowanie larw na porostach. Nieliczne gatunki myrmekofilne.

## Rozprzestrzenienie
Rodzina rozsiedlona na całym świecie, z wyjątkiem Nowej Zelandii, Oceanii i Antylów. Większość tropikalna. W Europie występuje 79 gatunków, z czego w Polsce 10.

## Systematyka
Rodzina ta podzielona jest na 9 podrodzin:
- Merophysiinae Seidlitz, 1872
- Pleganophorinae Jacquelin du Val, 1858
- Leiestinae Thomson, 1863
- Xenomycetinae Strohecker, 1962
- Danascelinae Tomaszewska, 2000
- Endomychinae Leach, 1815
- Epipocinae Gorham, 1873
- Cyclotominae Imhoff, 1856
- Lycoperdininae Bromhead, 1838